# Darbukka

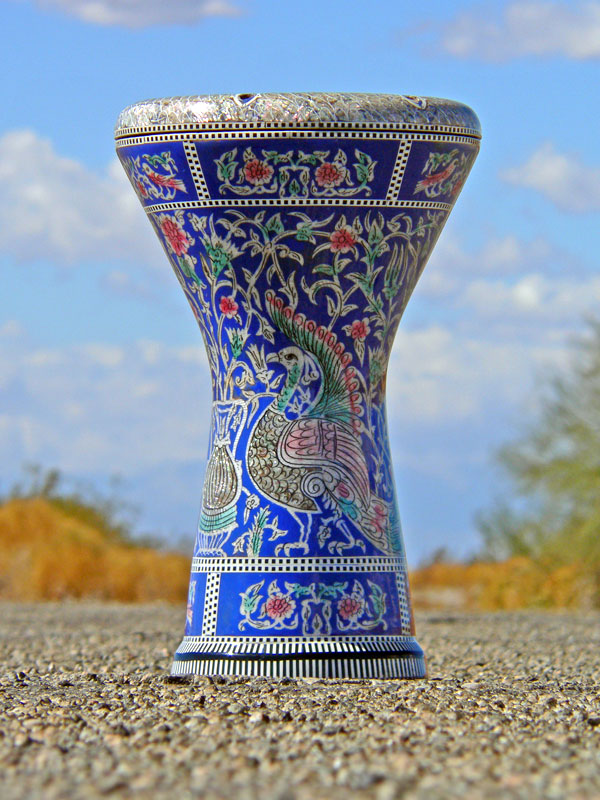
Darbukka egípcia

La darbukka —de l'àrab دربكة, darbukka— és un instrument de percussió d'origen àrab usat a tot l'Orient Pròxim. També se la coneix com a toballe (a Palestina), zarb o tombak (o dumbek), que deriva dels dos sons principals que formen la base de la seva tècnica: un so greu (dum) i un altre agut (tac), a més dels redobles, que en àrab s'anomenen harakat i se'ls coneix com a tákatak. A Egipte se la coneix amb el nom de tabla, una paraula que en àrab s'utilitza per a designar els instruments de percussió en general.
L'origen de la darbukka es remunta a l'antiga Babilònia, però s'ha estès molt, arribant fins i tot als Balcans i al nord d'Àfrica. És un dels instruments més utilitzats de la música àrab.
La darbukka és un tambor d'una sola membrana. Té forma de copa. Originalment s'utilitzava fang per a la caixa de ressonància i pell de cabra o de peix per a la membrana, tot i que també se sol fer servir fusta o metall per a la caixa. Actualment és comú l'ús de fibra de vidre o alumini per a la caixa i plàstic per a la membrana. Per tocar la darbukka, se sol col·locar entre les cuixes o damunt les cames i es fan servir el palmell de la mà i els dits.